# Александровка (Валковская городская община)
Алекса́ндровка (укр. Олекса́ндрівка), село, 
Александровский сельский совет,
Валковский район,
Харьковская область.
Код КОАТУУ — 6321280301. Население по переписи 2001 г. составляет 682 (308/374 м/ж) человека.
Является административным центром Александровского сельского совета, в который, кроме того, входят сёла
Корсуново,
Редкодуб и
Сосновка.

## Географическое положение
Село Александровка находится в начале балки Савранка в которой берет начало река Чутовка.
На реке сделано несколько запруд.
К селу примыкает большой садовый массив ~1250 га.
В 6-и км от села проходит автомобильная дорога М-03 (E 40).

## Происхождение названия
Основано как хутор Базилевський в 1861 г. и в 1910 г. переименовано в село  Александровка.

## История
- 1861 - дата основания как хутор Базилевский.
- 1910 - переименовано в село Александровка.

## Экономика
- В селе есть молочно-товарная ферма.
- «НОВЕ ЖИТТЯ», сельскохозяйственное ЧП.

## Объекты социальной сферы
- Детский дом.
- Общеобразовательная школа I-III степеней.
- Спортивная площадка.